# Ramón Azpeitia
Ramón Azpeitia (Torrecilla en Cameros, 11 de septiembre de 1770-Viana, 30 de enero de 1844) fue un prelado que sería el último obispo de Tudela.

## Biografía
Fue su tío materno, José Antonio Saénz de Santa María que sería obispo de Segovia desde 1797.
Tuvo como hermano a José Antonio que seguiría, como él, la carrera eclesiástica y llegaría a ser sucesivamente obispo de Lugo (1814) y Cartagena (1825).
Estudió teología en Segovia junto con su tío José, que actuaría como protector de los dos hermanos.
Fue preconizado obispo de Tudela el 29 de marzo de 1819. El 4 de julio de ese año recibió la consagración episcopal de manos de su hermano José, obispo de Lugo, en esta ciudad. En septiembre de ese año tomó posesión de su obispado.
Durante su episcopado, fundó el seminario conciliar de Santa Ana. Además fue presidente de la Real Sociedad de Amigos del País de Tudela, siendo promotor de la carretera que unió la Corona de Aragón con la de Castilla y las Provincias vascongadas.
Como consecuencia de las tensiones de la Primera Guerra Carlista, terminaría siendo exiliado en Viana. Fue el último obispo de la diócesis de Tudela, que desde 1858, sería administrada por los sucesivos obispos de Tarazona (hasta 1955) y después de Pamplona.
Murió el 30 de julio de 1843 a consecuencia de una pleuresía.

### Individuales
1. ↑  Fuente, Vicente de La (1866). «Capítulo VI. Obispos de la Santa Iglesia de Toledo. Don Ramón María Azpeitia Saénz de Santamaría». España Sagrada. Las santas iglesias de Tarazona y Tudela en sus estados antiguo y moderno II. pp. 355-356. Consultado el 18 de diciembre de 2023.